# Атлант (стадіон, Новополоцьк)
Стадіон «Атла́нт» (біл. Стадыён «Атлант») — багатофункціональний стадіон у місті Новополоцьк, Білорусь, домашня арена ФК «Нафтан».
Стадіон відкритий у 1970 році. На арені розміщена одна трибуна, складена із семи секторів. У 2003—2006 роках стадіон був реконструйований, в результаті чого дерев'яні лави були замінені на окремі пластикові крісла. У 2012 році встановлено електронне табло. 
До стадіону прилягають два поля: з натуральним газоном, на якому проводить матчі дублюючий склад «Нафтана», і зі штучним, яке з'явилося в 2009 році. Крім футбольних матчів, на стадіоні проводяться змагання з легкої атлетики, а також концерти.